# Chlaenius sallei
Chlaenius sallei is een keversoort uit de familie van de loopkevers (Carabidae). De wetenschappelijke naam van de soort is voor het eerst geldig gepubliceerd in 1876 door baron Maximilien de Chaudoir. De soort komt voor in Mexico. Ze kwam voor in de collectie van de heer Sallé.